# Spanische Mannschaftsmeisterschaft im Schach 1989
Die spanische Mannschaftsmeisterschaft im Schach 1989 war die 33. Austragung dieses Wettbewerbes und wurde mit 26 Mannschaften ausgetragen. Meister wurde CE Vulcà Barcelona, während sich der Titelverteidiger CA La Caja de Canarias mit dem vierten Platz begnügen musste.

## Modus
Die 26 teilnehmenden Mannschaften spielten acht Runden im Schweizer System, die ersten Fünf qualifizierten sich direkt für die Endrunde der spanischen Mannschaftsmeisterschaft 1990. Gespielt wurde an vier Brettern, über die Platzierung entschied die Anzahl der Brettpunkte (ein Punkt für einen Sieg, ein halber Punkt für ein Remis, kein Punkt für eine Niederlage), anschließend die Buchholz-Wertung (Summe der von den Gegnern erreichten Brettpunkte). 

## Termine und Spielort
Das Turnier wurde in Alicante ausgetragen.

## Abschlusstabelle
| Pl. | Verein                       | Sp | Brett-P.  |
| --- | ---------------------------- | -- | --------- |
| 01. | CE Vulcà Barcelona           | 8  | 23,5:8,5  |
| 02. | UGA Barcelona                | 8  | 22,0:10,0 |
| 03. | CA Centelles                 | 8  | 21,5:10,5 |
| 04. | CA La Caja de Canarias (M)   | 8  | 19,0:13,0 |
| 05. | CCA CajaCanarias Santa Cruz  | 8  | 18,5:13,5 |
| 06. | CA Endesa Ponferrada         | 8  | 18,0:14,0 |
| 07. | Ibercaja Aragón              | 8  | 18,0:14,0 |
| 08. | Club 24 Madrid               | 8  | 17,5:14,5 |
| 09. | Centro Goya Las Palmas       | 8  | 17,5:14,5 |
| 10. | CAC Labradores Sevilla       | 8  | 17,0:15,0 |
| 11. | C.A. Alcoy                   | 8  | 16,5:15,5 |
| 12. | CA Ensidesa Avilés           | 8  | 16,0:16,0 |
| 13. | O.N.C.E. Alicante            | 8  | 16,0:16,0 |
| 14. | A. Maritimo Valencia         | 8  | 15,5:16,5 |
| 15. | C.A. Barcelona               | 8  | 15,5:16,5 |
| 16. | Club Primitivo               | 8  | 15,5:16,5 |
| 17. | T. Blancas                   | 8  | 15,5:16,5 |
| 18. | A. La Coruña                 | 8  | 15,0:17,0 |
| 19. | CA Casco Antiguo Navarra     | 8  | 15,0:17,0 |
| 20. | ES Castell                   | 8  | 14,5:17,5 |
| 21. | CA Alfonso X El Sabio Murcia | 8  | 13,5:18,5 |
| 22. | Club Golmayo                 | 8  | 12,5:19,5 |
| 23. | F. Cultural                  | 8  | 12,5:19,5 |
| 24. | CA Bolas de Plata Ceuta      | 8  | 10,5:21,5 |
| 25. | Olimpico ONCE                | 8  | 10,0:22,0 |
| 26. | Guadalajara                  | 8  | 10,0:22,0 |

### Entscheidungen
|     | spanischer Mannschaftsmeister: CE Vulcà Barcelona |
|     | qualifiziert für die Endrunde der spanischen Mannschaftsmeisterschaft 1990: CE Vulcà Barcelona, UGA Barcelona, CA Centelles, CA La Caja de Canarias, CCA CajaCanarias Santa Cruz |
| (M) | Titelverteidiger |

## Die Meistermannschaft
| 1.            | CE Vulcà Barcelona |
| Schachfiguren | Orestes Rodríguez Vargas, Juan Manuel Bellón López, Ángel Martín González, Víctor Manuel Vehí Bach, Juan Luis Fernández Aguado. |